# Premi Nadal de la Gastronomia
El Premi Nadal de la Gastronomia és un guardó que atorguen l'Associació de Cuiners i Reposters de Barcelona, la Fundació Institut Català de la Cuina i la fundació Viure el Mediterrani des de l'any 2002 per a "reconèixer i rendre homenatge a l'esforç individual i col·lectiu per a convertir Catalunya en un referent de qualitat alimentària i de riquesa culinària i humana". Els guardonats passen a ser membres d'honor del jurat per als següents premis. El president d'honor és en Ferran Adrià.